# 風雲真田城
『風雲真田城』（ふううんさなだじょう）は、1964年9月6日から1965年7月25日まで、朝日放送の制作により、TBS系列で放送された時代劇である。放送時間は、毎週日曜18:30 - 19:00（JST）。全47回。ダイハツ工業の一社提供。

## 出演者
- 真田幸村：高田浩吉
- 猿飛佐助：江田嶋隆
- 霧隠才蔵：高田夕起夫
- 三好清海入道：尾上鯉之助
- 真田大助：千早健
- 海野六郎：丸凡太
- 穴山小助：谷口勉
- 戸隠薫：加地昌美
- 伊達政宗：近衛十四郎

ほか

## スタッフ
- 製作担当：山崎兼嗣、杉田昭
- 企画原案：尼子成夫
- 脚本：梅林貴久生、高野勉、向山正家
- 撮影：松井鴻
- 音楽：小坂務
- ナレーター：泉田行夫
- 監督：船床定男、仁科紀彦、深田金之助
- 制作：山崎プロダクション、朝日放送

## 主題歌
「風雲真田城の歌」
- 作詞：松井由利夫／作曲・編曲：増田幸造／歌：高田浩吉、東芝男声合唱団

## 補足
- 次番組は現代劇の『バックナンバー333』となり、1962年開始の『織田信長』以来続いたダイハツ提供の時代劇路線は一旦中断した。